# Riccardo Faini
Riccardo Zaki Enrico Carlo Giulio Faini (Losanna, 12 aprile 1951 – Roma, 20 gennaio 2007) è stato un economista e giornalista italiano.

## Biografia
Laureato in economia politica all'Università Bocconi, ha poi conseguito un PhD in economia presso il MIT.
È stato uno dei più importanti esperti italiani di economia dello sviluppo, migrazioni e teoria d'impresa.
Ha insegnato all'Università Ca' Foscari di Venezia, all'Università dell'Essex, all'Università degli Studi di Roma "Tor Vergata" e alla Johns Hopkins University, lavorando inoltre per la Banca Mondiale, il Fondo monetario internazionale e il Ministero del Tesoro, come capo del servizio per l'analisi economica dal 2001 al 2003.
È stato research fellow del CEPR e dell'IZA - Institut zur Zukunft der Arbeit nonché membro del comitato di redazione di numerose riviste scientifiche.
Dopo le elezioni del 2006, Tommaso Padoa-Schioppa l'aveva richiamato presso il Ministero del Tesoro per presiedere la commissione da lui incaricata di verificare l'effettivo stato dei conti pubblici italiani, che aveva appunto preso il nome di "Commissione Faini". 
Era poi diventato consulente economico del Ministro dell'Economia.
Era inoltre esponente di punta della redazione del giornale on-line Lavoce.info fondato da Tito Boeri e spesso ospite di trasmissioni televisive come Ballarò.
Al momento della scomparsa, a seguito di un malore occorsogli mentre giocava a golf, Faini era docente di politica economica e microeconomia-economia industriale e teoria dei giochi" all'Università degli Studi di Roma "Tor Vergata"

## Eredità
L'edizione dell'anno 2007 del Festival dell'economia di Trento è stata dedicata alla sua memoria.
Al Festival è stata presentata una raccolta di suoi scritti, curata da Gianni Toniolo con Nicola Rossi. Il volume raccoglie prevalentemente articoli apparsi su Lavoce.info e Il Sole 24 Ore, ed è stato pubblicato con il titolo Il mondo in rosso e nero.
Nel 2008 l'Università Ca' Foscari ha istituito un premio di laurea intitolato alla memoria di Riccardo Faini destinato agli studenti magistrali di area economica.